# Plurijuridisme
Ne doit pas être confondu avec Plurinationalisme.
Le plurijuridisme est la coexistence d'ordres juridiques, par exemple au sein d'un État. Dans le cas de deux ordres, on parle de bijuridisme. Le terme fait généralement référence au droit privé.
Les États plurijuridiques avec divisions juridiques territoriales sont souvent des États fédéraux. Les pays plurijuridiques typiques avec un droit privé territorialement divisé sont, par exemple, le Royaume-Uni, les États-Unis, le Canada et l'Australie dans la zone anglo-américaine ; parmi les pays de droit romano-civiliste, le Royaume des Pays-Bas, l'Espagne ( droits foraux ) et le Mexique (sur le modèle américain); aussi l'Éthiopie; parmi les pays de l'ancien droit socialiste, l'Union soviétique et la Yougoslavie. Le droit interlocal privé détermine quel système juridique territorial partiel s'applique dans un cas spécifique. En ce qui concerne le droit administratif, l'Allemagne est en grande partie plurijuridique avec des divisions juridiques territoriales.
Les divisions ex ratione personæ sont souvent religieuses, parfois aussi ethniques (par ex. l'Adat en Indonésie). En droit privé, le droit de la famille et le droit des successions sont particulièrement concernés. De nombreux États islamiques sont plurijuridiques et dotés de divisions juridiques selon les personnes, bien qu'il faille distinguer différentes écoles de droit à ce sujet. Des exemples typiques de plurijuridismes à division ex ratione personæ sont l'Égypte, l'Inde ou Israël ; mais non les États successeurs de l'Union soviétique ni la Tunisie depuis 1957. Le droit privé interpersonnel (interreligieux) détermine quel système juridique partiel s'applique dans un cas spécifique.